# Liste der Baudenkmale in Goslar - Bergstraße
In der Liste der Baudenkmale in Goslar - Bergstraße sind alle Baudenkmale in der Bergstraße der niedersächsischen Gemeinde Goslar aufgelistet. Die Quelle der Baudenkmale ist der Denkmalatlas Niedersachsen. Der Stand der Liste ist der 25. September 2022.

## Allgemein
In den Spalten befinden sich folgende Informationen:
- Lage: die Adresse des Baudenkmales und die geographischen Koordinaten. Kartenansicht, um Koordinaten zu setzen. In der Kartenansicht sind Baudenkmale ohne Koordinaten mit einem roten Marker dargestellt und können in der Karte gesetzt werden. Baudenkmale ohne Bild sind mit einem blauen Marker gekennzeichnet, Baudenkmale mit Bild mit einem grünen Marker.
- Bezeichnung: Bezeichnung des Baudenkmales
- Beschreibung: die Beschreibung des Baudenkmales. Unter § 3 Abs. 2 NDSchG werden Einzeldenkmale und unter § 3 Abs. 3 NDSchG Gruppen baulicher Anlagen und deren Bestandteile ausgewiesen.
- ID: die Objekt-ID des Baudenkmales
- Bild: ein Bild des Baudenkmales, ggf. zusätzlich mit einem Link zu weiteren Fotos des Baudenkmals im Medienarchiv Wikimedia Commons. Wenn man auf das Kamerasymbol klickt, können Fotos zu Baudenkmalen aus dieser Liste hochgeladen werden:

Zurück zur Hauptliste
| Lage                                            | Bezeichnung               | Beschreibung | ID       | Bild           |
| ----------------------------------------------- | ------------------------- | --- | -------- | -------------- |
| Bergstraße 51° 54′ 9″ N, 10° 25′ 18″ O          | Straßenraum               | | 36591305 |                |
| Bergstraße 1 51° 54′ 19″ N, 10° 25′ 35″ O       | Wohnhaus                  | Dreigeschossiger Fachwerkbau mit Satteldach in Ziegeldeckung, traufständig. Fassade fachwerksichtig, 2. OG auskragend auf Knagge, dazwischen sowie zwischen den Dachbalken Windbretter; Stockwerksschwelle mit doppeltem Bügelfries. Speicherstock 1874 zu Wohnungen ausgebaut, im EG 1916 Einbau einer Ladenfläche mit Schaufensterverglasung. | 36516711 |                |
| Bergstraße 2 51° 54′ 19″ N, 10° 25′ 34″ O       | Wohn-/ Wirtschaftsgebäude | Dreigeschossiges Gebäude mit Satteldach in Schieferdeckung, traufständig. Ursprünglich zwei eigenständige Häuser, Anfang des 16. Jh. durch gemeinsamen Speicherstock im 2. OG zusammengefasst; linker Hausteil: zweigeschossige Kemenate, mit Bogentoröffnung, 1. OG in Fachwerk erneuert; rechter Hausteil: laut Inschrift 1663 in Fachwerkbauweise erneuert, Tordurchfahrt an der rechten Fassadenseite. 2. OG auskragend auf profilierten Balkenköpfen, dazwischen Schiffskehlen mit Taustäben und Kerbschnitten; Traufkante mit Knaggen, dazwischen Schiffskehlen; Brüstungsbohlen mit Sonnenrosenornamenten, Stockwerksschwelle mit Kreuzband und Rosetten; ehemalige Ladeluke über dem linken Hausteil.                                  | 36600941 |                |
| Bergstraße 3 51° 54′ 18″ N, 10° 25′ 33″ O       | Kemenate                  | Hochmittelalterliche Kemenate, erbaut vermutlich im 13. Jh. Dreigeschossiger verputzter Massivbau mit Satteldach, traufständig. Fassade verputzt, 1877 Ladeneinbau im EG. 2. OG mit dreiteiligem, gekuppelten Fenster (wiederhergestellt zwischen 2011 und 2016). | 36516742 |                |
| Bergstraße 3 51° 54′ 19″ N, 10° 25′ 33″ O       | Hinterhaus                | Zweigeschossiger Fachwerkbau mit Satteldach in Ziegeldeckung. EG stark überformt, Giebelseite verkleidet. | 36590223 |                |
| Bergstraße 4 51° 54′ 18″ N, 10° 25′ 33″ O       | Wohn-/ Geschäftshaus      | Dreigeschossiger Massivbau mit Satteldach mit gekröpfter Traufkante, traufständig. Fassade im Erdgeschoss mit Sockelmauerwerk und Schaufensterverglasung sowie Tordurchfahrt an der rechten Fassadenseite, 1. OG verputzt, 2. OG mit Fachwerk. | 36565936 |                |
| Bergstraße 5 / 5a 51° 54′ 18″ N, 10° 25′ 32″ O  | Wohnhaus                  | 1920 auf eigene Rechnung erbaut nach einem Entwurf des Maurermeisters Andreas Busse. Dreigeschossiger Massivbau mit Satteldach in Ziegeldeckung und Zwerchhäusern an jedem Hausteil, traufständig. Fassade im EG mit Bruchsteinmauerwerk und großen Korbbogenöffnungen; 1. OG verputzt, Fenster mit Natursteingewänden; 2. OG und westliches Zwerchhaus mit Fachwerkfassade, östliches Zwerchhaus mit Schiefer verkleidet. | 36600973 |                |
| Bergstraße 5a 51° 54′ 18″ N, 10° 25′ 31″ O      | Wohnhaus                  | Ehemaliges Stallgebäude, erbaut 1920 durch den Maurermeister Andreas Busse nach eigenem Entwurf, 1929–30 umgebaut zu Wohnungen. Zweigeschossiges Gebäude mit Pultdach, frei stehend. Fassade im EG verputzt, OG in Fachwerkbauweise, fachwerksichtig. | 36572966 | BW             |
| Bergstraße 6 51° 54′ 17″ N, 10° 25′ 31″ O       | Wohnhaus                  | Ehemaliges Bürgerhaus, erbaut im frühen 16. Jh., mit Kellertonne unter dem Wohnteil; nach Brand 1979 Wiederaufbau 1983–84, Nutzung als Hotel „Ritter Ramm“. Dreigeschossiger Massivbau mit Satteldach mit Schieferdeckung, traufständiges Eckhaus. Fassade 1877 mit Putzquaderung in historistischer Manier versehen, im EG Fenstergewände mit spätgotischer Gliederung mit überkreuzenden Birnstabprofilen; Hofseite verputzt, mit großem Spitzbogentor. | 36516771 |                |
| Bergstraße 6a 51° 54′ 18″ N, 10° 25′ 30″ O      | Wohnhaus                  | Zweigeschossiges Gebäude mit Satteldach, traufständiges Eckhaus; Erweiterungsbau für das Wohnhaus Bergstraße 6, ab 1919 über dem Kern eines spätmittelalterlichen Gebäudes errichtet. Fassade im EG verputzt, OG und Dachgiebel mit Schiefer verkleidet. | 36516801 |                |
| Bergstraße 7 51° 54′ 17″ N, 10° 25′ 29″ O       | Wohnhaus                  | Zweigeschossiger Fachwerkbau mit Satteldach in Schieferdeckung, traufständiges Eckhaus. Westseitig im 19. Jh. zweigeschossiger Anbau einer Schmiede. Fassade fachwerksichtig, Wohnteil mit auskragendem Speicherstock im OG und regelmäßigen Fußstreben, Inschrift in der Schwelle über dem Eingang: „Hans Meyer anno 1668“. | 36516826 |                |
| Bergstraße 8 51° 54′ 17″ N, 10° 25′ 28″ O       | Wohnhaus                  | Zweigeschossiger Fachwerkbau mit Satteldach in Ziegeldeckung, traufständig. Straßenfassade mit Holz verschalt, Hofseite fachwerksichtig, unter der Traufe Knaggen und Windbretter zwischen den Balkenköpfen. | 36516893 |                |
| Bergstraße 8 51° 54′ 17″ N, 10° 25′ 29″ O       | Vorgarten                 | Vorgarten, straßenseitig in der Flucht der Bergstraße. | 36599685 | BW             |
| Bergstraße 9 51° 54′ 17″ N, 10° 25′ 28″ O       | Wohnhaus                  | Dreigeschossiger Fachwerkbau mit Satteldach in Schieferdeckung, traufständig mit seitlichem Bauwich. Fassade fachwerksichtig, mit schmalen Zwischengefachen. Haustür mit Rahmenpfosten mit aufsteigendem Rankenwerk, gekrönt mit zwölfstrahligem Stern, mit Inschrift „Anno 1721“. | 36516930 | BW             |
| Bergstraße 10 51° 54′ 16″ N, 10° 25′ 27″ O      | Wohnhaus                  | Zweigeschossiger Fachwerkbau mit Satteldach in Ziegeldeckung, traufständig. Fassade fachwerksichtig, mit regelmäßigen Gefachbreiten. | 36516966 |                |
| Bergstraße 11 51° 54′ 15″ N, 10° 25′ 24″ O      | Wohnhaus                  | Zweigeschossiger Fachwerkbau mit Sattel- und Walmdach in Schieferdeckung, traufständig mit seitlichem Bauwich, hoher Dachgiebel über dem Traufgesims der rechten Fassadenseite. Ehemals Teil des sogenannten Dollboden-Hauses Bergstraße 11–13. Fassade fachwerksichtig, ehemaliges Dälentor zugesetzt und mit Fenstern verbaut, im Oberstock mittiger Erker; Oberstock vorkragend, Schwelle mit abgefaster Unterkante. | 36516995 |                |
| Bergstraße 12 51° 54′ 14″ N, 10° 25′ 24″ O      | Wohnhaus                  | Zweigeschossiger Fachwerkbau mit Satteldach in Schieferdeckung, traufständig; ehemals Teil des sogenannten Dollboden-Hauses Bergstraße 11–13. Fassade fachwerksichtig, Erdgeschoss mit schmalen Zwischengefachen; Oberstock leicht vorkragend, K-Streben in den äußeren und mittleren Gefachen, Schwelle mit abgefaster Unterkante. | 36517029 |                |
| Bergstraße 13 51° 54′ 14″ N, 10° 25′ 24″ O      | Wohnhaus                  | Zweigeschossiger Fachwerkbau mit Satteldach in Schieferdeckung, traufständig mit seitlichem Bauwich; ehemals Teil des sogenannten Dollboden-Hauses Bergstraße 11–13. Fassade fachwerksichtig, unregelmäßige Gefacheinteilung; Oberstock vorkragend, Schwelle mit abgefaster Unterkante. Seitengiebel mit Schiefer verkleidet. | 36517059 |                |
| Bergstraße 15 51° 54′ 14″ N, 10° 25′ 24″ O      | Wohnhaus                  | Zweigeschossiger Fachwerkbau mit Satteldach in Ziegeldeckung und mittigem Zwerchhaus, traufständig mit seitlichen Bauwichen. Fassade fachwerksichtig. | 36517112 |                |
| Bergstraße 16 51° 54′ 13″ N, 10° 25′ 23″ O      | Wohnhaus                  | Zweigeschossiges Gebäude mit Satteldach in Ziegeldeckung, traufständig mit seitlichem Bauwich; ehemaliger Wohnteil eines Wohn-/ Wirtschaftsgebäudes auf den Parzellen Bergstraße 16 und 17. EG in Massivbauweise, verputzt; OG in Fachwerkbauweise, fachwerksichtig. Eingeschossiger Anbau vor dem Ostgiebel, fachwerksichtig. | 36517141 | BW             |
| Bergstraße 17 51° 54′ 13″ N, 10° 25′ 23″ O      | Wohnhaus                  | Zweigeschossiges Gebäude mit Satteldach in Ziegeldeckung, traufständig; ehemaliger Wirtschaftsteil eines Wohn-/ Wirtschaftsgebäudes auf den Parzellen Bergstraße 16 und 17. Erdgeschoss in Massivbauweise, verputzt, rechts Tordurchfahrt mit Inschrift „1740“ im Torbalken. OG in Fachwerkbauweise, fachwerksichtig. | 36601002 |                |
| Bergstraße 18 51° 54′ 13″ N, 10° 25′ 22″ O      | Wohnhaus                  | Zweigeschossiger Fachwerkbau mit Satteldach in Ziegeldeckung, traufständig; hofseitig zweigeschossiger Anbau, vermutlich aus dem späten 19. Jh. Fassade fachwerksichtig, mit schmalen Zwischengefachen. | 36517169 |                |
| Bergstraße 19 51° 54′ 13″ N, 10° 25′ 22″ O      | Wohn-/ Geschäftshaus      | Zweigeschossiger Fachwerkbau mit Satteldach in Schieferdeckung, Eckhaus; Gebäude bestehend aus einem traufständigen Bauteil mit Laden im EG zur Bergstraße sowie einem giebelständigen, ziegelgedeckten Bauteil zur Forststraße, dazwischen eingeschossiger Ladenteil mit Flachdach und Dachterrasse. Fassade zur Bergstraße fachwerksichtig, übrige Fassaden mit Schiefer verkleidet. | 36517197 | BW             |
| Bergstraße 20 51° 54′ 12″ N, 10° 25′ 21″ O      | Haus Uhlner               | Zweigeschossiger Fachwerkbau mit Satteldach in Schieferdeckung, traufständig. Fassade fachwerksichtig, Inschrift mit Datierung über der Haustür: „Mstr. Curt Uhlner, Dorothea Eliesebeth Tullius, Anno 1719“. | 36517225 |                |
| Bergstraße 20 51° 54′ 12″ N, 10° 25′ 20″ O      | Nebengebäude              | Eineinhalbgeschossiger Fachwerkbau mit Pultdach in Ziegeldeckung. Fassade fachwerksichtig, Giebelseite unterhalb des Ortgangs mit Holz verschalt. | 36581644 | BW             |
| Bergstraße 21 51° 54′ 12″ N, 10° 25′ 20″ O      | Wohnhaus                  | Zweigeschossiger Fachwerkbau mit Satteldach in Schieferdeckung, traufständig. Fassade fachwerksichtig, mit schmalen Zwischengefachen. | 36517253 |                |
| Bergstraße 22 51° 54′ 12″ N, 10° 25′ 20″ O      | Wohnhaus                  | Zweigeschossiger Fachwerkbau mit Satteldach in Schieferdeckung, traufständig. Fassade fachwerksichtig, im OG Buckelstreben in den Brüstungsgefachen. | 36517283 |                |
| Bergstraße 23 51° 54′ 12″ N, 10° 25′ 20″ O      | Wohnhaus                  | Zweigeschossiger Fachwerkbau mit Satteldach in Schieferdeckung, traufständig. Fassade fachwerksichtig; Oberstock leicht vorkragend auf horizontal profilierten Balkenköpfen, Schwelle an der Unterseite abgefast. | 36517312 |                |
| Bergstraße 24 51° 54′ 12″ N, 10° 25′ 20″ O      | Wohnhaus                  | Zweigeschossiger Fachwerkbau mit Satteldach in Schieferdeckung, traufständig. Fassade fachwerksichtig, Brüstungsgefache im OG mit gebuckelten Fußstreben, Stockwerksschwelle mit horizontaler Profilierung sowie Abfasungen an der Unterkante zwischen den Balkenköpfen. | 36517344 |                |
| Bergstraße 25 51° 54′ 11″ N, 10° 25′ 19″ O      | Wohnhaus                  | Errichtet 1892 nach einem Brand der fünf Häuser Bergstraße 25–30. Zweigeschossiger Fachwerkbau mit Satteldach in Ziegeldeckung, traufständig mit seitlichem Bauwich. Fassade mit Schiefer verkleidet. | 36517374 |                |
| Bergstraße 25 51° 54′ 12″ N, 10° 25′ 19″ O      | Nebengebäude              | Eineinhalbgeschossiger Fachwerkbau mit Satteldach in Ziegeldeckung, frei stehend. Fassade fachwerksichtig. | 36589789 | BW             |
| Bergstraße 26 / 27 51° 54′ 11″ N, 10° 25′ 19″ O | Wohnhaus                  | Errichtet 1893 nach einem Brand der fünf Häuser Bergstraße 25–30. Zweigeschossiger Fachwerkbau mit Satteldach in Ziegeldeckung und mittigem Zwerchhaus, traufständig mit seitlichem Bauwich. Fassade fachwerksichtig, mit schmalen Zwischengefachen. | 36517404 |                |
| Bergstraße 26 / 27 51° 54′ 12″ N, 10° 25′ 19″ O | Nebengebäude              | Zweigeschossiger Fachwerkbau mit Satteldach in Ziegeldeckung, frei stehend. | 39794648 | BW             |
| Bergstraße 28 51° 54′ 11″ N, 10° 25′ 18″ O      | Wohnhaus                  | Errichtet 1893 nach einem Brand der fünf Häuser Bergstraße 25–30. Zweigeschossiger Fachwerkbau mit Satteldach in Ziegeldeckung und mittigem Zwerchhaus, traufständig. Fassade fachwerksichtig, mit schmalen Zwischengefachen. | 36601033 |                |
| Bergstraße 29 51° 54′ 11″ N, 10° 25′ 18″ O      | Wohnhaus                  | Errichtet 1893 nach einem Brand der fünf Häuser Bergstraße 25–30. Zweigeschossiger Fachwerkbau mit Satteldach in Ziegeldeckung, traufständig. Fassade mit Blechplatten verkleidet. | 36517432 |                |
| Bergstraße 30 51° 54′ 11″ N, 10° 25′ 18″ O      | Wohnhaus                  | Errichtet 1893 nach einem Brand der fünf Häuser Bergstraße 25–30. Zweigeschossiger Fachwerkbau mit Satteldach in Ziegeldeckung, traufständig. Fassade mit Schiefer verkleidet. | 36517460 |                |
| Bergstraße 30 51° 54′ 11″ N, 10° 25′ 17″ O      | Nebengebäude              | Eingeschossiger Fachwerkbau mit Satteldach in Ziegeldeckung. Fassade fachwerksichtig, Giebelseite mit Holz verschalt. | 36589713 | BW             |
| Bergstraße 31 51° 54′ 11″ N, 10° 25′ 17″ O      | Wohnhaus                  | Zweigeschossiger Fachwerkbau mit Satteldach in Schieferdeckung, traufständig. Fassade fachwerksichtig, Giebelseite mit Ziegeln verkleidet; Erdgeschoss im westlichen Hausteil im späten 19. Jh. mit Ladeneinbau verändert. | 36517488 |                |
| Bergstraße 32 51° 54′ 10″ N, 10° 25′ 18″ O      | Wohnhaus                  | | 36517519 |                |
| Bergstraße 32 51° 54′ 10″ N, 10° 25′ 17″ O      | Rückgebäude               | | 36582000 |                |
| Bergstraße 33 51° 54′ 10″ N, 10° 25′ 18″ O      | Wohnhaus                  | Zweigeschossiger Fachwerkbau mit Satteldach in Schieferdeckung, giebelständig, mit Vorhof zur Bergstraße. Ehemalige Bergschmiede, Seitenflügel parallel zur Bergstraße aus dem frühen 19. Jh. Fassade des Ursprungsbaus mit Schiefer verkleidet, Gebäudeecke im Südosten abgeschrägt, Dach auf langen Knaggen auskragend; Seitenflügel mit fachwerksichtiger Fassade. | 36517547 |                |
| Bergstraße 33 51° 54′ 10″ N, 10° 25′ 18″ O      | Vorhof                    | Vorhof im Winkel zwischen dem giebelständigen Wohnhaus und dem zurückgesetzten Seitenflügel, zur Straße abgegrenzt durch ein Fragment der ehemaligen inneren Stadtmauer. | 36599810 |                |
| Bergstraße 33 51° 54′ 9″ N, 10° 25′ 18″ O       | Innere Stadtmauer         | Fragment der historischen Stadtbefestigung (innerer Mauerring) an der Westseite des ehemaligen Klaustors. Bruchsteinmauerwerk mit mehreren Toröffnungen. | 36595192 |                |
| Bergstraße 35 51° 54′ 9″ N, 10° 25′ 16″ O       | Wohnhaus                  | Zweigeschossiger Fachwerkbau mit Satteldach in Schiefereindeckung, frei stehend in der Grünfläche der ehemaligen Wallanlagen. Fassaden mit Holz verschalt, südseitig fachwerksichtiger dreigeschossiger Risalit mit Dreiecksgiebel. | 39718847 |                |
| Bergstraße 35 51° 54′ 9″ N, 10° 25′ 14″ O       | Gartenhaus                | Eingeschossiger Fachwerkbau mit Satteldach, frei stehend in rückwärtigem Gartengrundstück. Fachwerksichtige Fassade. | 36566965 |                |
| Bergstraße 36 / 37 51° 54′ 9″ N, 10° 25′ 18″ O  | Wohnhaus                  | Eingeschossiger Fachwerkbau mit Satteldach in Ziegeldeckung, traufständig. Ehemaliges Torschreiberhaus. Fassade mit Holz verschalt, mittiger Säulenportikus mit Dreiecksgiebel. | 36517610 |                |
| Bergstraße 36 / 37 51° 54′ 9″ N, 10° 25′ 19″ O  | Gartenpavillon            | Eingeschossiger Fachwerkbau mit Satteldach in Ziegeldeckung, traufständig. Ehemaliges Torschreiberhaus. Fassade mit Holz verschalt, mittiger Säulenportikus mit Dreiecksgiebel. | 36566991 |                |
| Bergstraße 36a 51° 54′ 8″ N, 10° 25′ 17″ O      | Wohnhaus                  | Eineinhalbgeschossiger Fachwerkbau mit Satteldach in Ziegeldeckung, traufständiges Endreihenhaus. Seitlich vor dem Südgiebel eingeschossiger Anbau. Fachwerksichtige Fassade, Kniestock unter der Dachtraufe mit Andreaskreuzen ausgefacht, seitlicher Anbau mit Putzfassade. | 36517642 |                |
| Bergstraße 38a 51° 54′ 9″ N, 10° 25′ 22″ O      | Villa Stutzer             | 1885–86 erbaut für Pastor a. D. Gustav Stutzer von Haeseler. Zweigeschossiger Fachwerkbau mit Krüppelwalmdach in Ziegeldeckung, frei stehend in einem Gartengrundstück im ehemaligen Wallgelände zwischen innerer und äußerer Stadtmauer. Fassaden mit Holz verschalt, vorgebaute Treppenanlagen und Veranden. | 36597813 |                |
| Bergstraße 38a 51° 54′ 9″ N, 10° 25′ 23″ O      | Schuppen                  | Gartenschuppen, 1889 erbaut. Eingeschossiges Gebäude mit Satteldach in Ziegeldeckung, frei stehend in rückwärtigem Gartengrundstück. Längsfassade mit Holz verschalt, Giebelseite mit Blechschindeln verkleidet. | 39308014 | BW             |
| Bergstraße 38a 51° 54′ 8″ N, 10° 25′ 21″ O      | Garten                    | Grünfläche im Gelände der ehemaligen Wallanlage zwischen innerer und äußerer Stadtmauer östlich der Klauskapelle, um 1900 umgenutzt als Garten einer Villa. | 36566748 | BW             |
| Bergstraße 39 51° 54′ 9″ N, 10° 25′ 19″ O       | Trafohaus                 | Eingeschossiger Massivbau mit Satteldach in Schieferdeckung, traufständig; an die Südseite der Klauskapelle angebaut. Fassade in Bruchsteinmauerwerk ausgeführt, mauerwerksichtig. | 36555824 |                |
| Bergstraße 40 51° 54′ 10″ N, 10° 25′ 19″ O      | Klauskapelle              | Eingeschossiger Massivbau in Bruchsteinmauerwerk, Satteldach in Schieferdeckung. Erbaut Ende des 13. Jh. im Zusammenhang mit dem Ausbau der Stadtmauer; seit 1537 Kapelle der Rammelsberger Bergleute. Fassaden mauerwerksichtig, mit hoch liegenden Rundbogenöffnungen; rückseitig ein niedriger Chor mit halbkegelförmigem Dach. Seit 1969 der Frankenberger Gemeinde zugehörig. | 36595215 | Weitere Bilder |
| Bergstraße 41 51° 54′ 10″ N, 10° 25′ 19″ O      | Siechenhaus               | Ehemaliges Siechenhaus der Goslarer Bergleute. Zweigeschossiges Gebäude mit Satteldach in Schieferdeckung, traufständiges Eckhaus, nördlich an die Klauskapelle angebaut, mit Vorplatz im Gebäudewinkel zur Klauskapelle. Fassade mit Schiefer verkleidet. | 36517670 |                |
| Bergstraße 41 51° 54′ 10″ N, 10° 25′ 19″ O      | Vorplatz                  | Vorplatz des ehemaligen Siechenhauses, mit Kopfsteinpflaster. | 36599940 | BW             |
| Bergstraße 42 51° 54′ 11″ N, 10° 25′ 19″ O      | Wohnhaus                  | Dreigeschossiger Fachwerkbau mit Satteldach in Schieferdeckung, traufständiges Endhaus; gemeinsam mit dem Nachbarhaus An der Gose 33 errichtet. Fachwerksichtige Fassade, Erd- und Zwischengeschoss in Ständerbauweise, OG in Stockwerkbauweise, weit auskragend; lange, horizontal profilierte Knaggen unter der Stockwerkschwelle zum Oberstock sowie an der Traufkante, dazwischen jeweils Windbretter. Giebelseite mit Schiefer verkleidet. | 36517704 |                |
| Bergstraße 43 51° 54′ 12″ N, 10° 25′ 21″ O      | Wohn-/ Geschäftshaus      | Zwei- und dreigeschossiger Fachwerkbau mit Walmdach in Ziegeldeckung, traufständiges Eckhaus. Fachwerksichtige Fassade, östlicher Gebäudeteil vermutlich gegen Ende des 19. Jh. mit Ladeneinbau und Schaufensterverglasung sowie eingeschossiger Aufstockung. | 36601061 | BW             |
| Bergstraße 43a 51° 54′ 12″ N, 10° 25′ 21″ O     | Wohnhaus                  | | 36601089 |                |
| Bergstraße 44 51° 54′ 12″ N, 10° 25′ 22″ O      | Wohnhaus                  | Zweigeschossiger Fachwerkbau mit Satteldach in Ziegeldeckung, traufständig; seitlicher Giebel aufgrund versetzter Bauflucht des westlichen Nachbarhauses freigestellt. Fachwerksichtige Fassade mit schmalen Zwischengefachen, Westgiebel mit Holz verschalt. | 36517735 |                |
| Bergstraße 45 51° 54′ 12″ N, 10° 25′ 22″ O      | Wohnhaus                  | Dreigeschossiger Fachwerkbau mit Satteldach in Schieferdeckung, traufständig. Fachwerksichtige Fassade, EG 1897 verändert. 2. OG auskragend auf langen, konkav geschwungenen Knaggen, dazwischen Windbretter; ehemaliger Speicherstock, 1879 ausgebaut. | 36517763 |                |
| Bergstraße 45 51° 54′ 12″ N, 10° 25′ 22″ O      | Nebengebäude              | Zweigeschossiger Fachwerkbau auf L-förmigem Grundriss, mit Pultdach, traufständig rückwärtig gelegen. Fassade im EG fachwerksichtig, OG mit Holz verschalt. | 36583188 |                |
| Bergstraße 46 51° 54′ 12″ N, 10° 25′ 22″ O      | Wohnhaus                  | Dreigeschossiger Fachwerkbau mit Satteldach in Schieferdeckung, traufständig. Fachwerksichtige Fassade mit regelmäßiger Gefacheinteilung und schmalen Zwischengefachen, Stockwerkschwellen mit Rautenbändern dekoriert. | 36517794 |                |
| Bergstraße 46 51° 54′ 12″ N, 10° 25′ 23″ O      | Nebengebäude              | Eingeschossiger Massivbau, traufständig rückwärtig gelegen. Fassade mauerwerkssichtig, an der linken Fassadenseite eine Türöffnung mit flach gewölbtem Segmentbogen. | 36583264 |                |
| Bergstraße 47 51° 54′ 12″ N, 10° 25′ 23″ O      | Wohnhaus                  | Zweigeschossiger Fachwerkbau mit Satteldach in Schieferdeckung, traufständiges Eckhaus. Fachwerksichtige Fassade, EG 1887 durch Ladeneinbau überformt, im Oberstock Brüstungsgefache mit regelmäßigen Fußstreben, Schwelle mit Trapezfries, Dachtraufe auskragend auf langen, horizontal profilierten Knaggen, dazwischen Windbretter. | 36517825 |                |
| Bergstraße 47 51° 54′ 12″ N, 10° 25′ 23″ O      | Nebengebäude              | Zweigeschossiges Gebäude mit Walmdach in Schieferdeckung, traufständiges Eckhaus. EG in Massivbauweise, verputzt; OG in Fachwerkbauweise, fachwerksichtig zur Ostseite, im Süden mit Schiefer verkleidet. | 36583290 |                |
| Bergstraße 48 51° 54′ 13″ N, 10° 25′ 24″ O      | Wohnhaus                  | Zweigeschossiges Gebäude mit Krüppelwalmdach in Schieferdeckung, traufständig. EG in Massivbauweise, Fassade verputzt; OG in Fachwerkbauweise, fachwerksichtig. Giebelflächen mit Schiefer verkleidet. | 36517855 |                |
| Bergstraße 48 51° 54′ 13″ N, 10° 25′ 24″ O      | Nebengebäude              | Eingeschossiger Massivbau mit Krüppelwalmdach in Schieferdeckung, traufständig. Fassade verputzt, Giebelfläche mit Fachwerkapplikation. | 40409732 |                |
| Bergstraße 52 51° 54′ 15″ N, 10° 25′ 25″ O      | Wohnhaus                  | Zweigeschossiger Fachwerkbau mit Walmdach, traufständiges Eckhaus; Zwerchhaus über der Stirnseite an der Straßenecke. Fassade fachwerksichtig, mit schmalen Zwischengefachen. | 36601115 |                |
| Bergstraße 52a 51° 54′ 15″ N, 10° 25′ 25″ O     | Wohnhaus                  | Zweigeschossiger Fachwerkbau mit Satteldach in Ziegeldeckung, traufständig. Fassade fachwerksichtig, mit schmalen Zwischengefachen. Westgiebel mit Schiefer verkleidet. | 36517882 |                |
| Bergstraße 53 51° 54′ 16″ N, 10° 25′ 26″ O      | Haus Karsten              | Dreigeschossiger Fachwerkbau mit Satteldach in Schieferdeckung, „Goslarer Giebel“ zur Seitenfassade an der Oberen Mühlenstraße; traufständiges Eckhaus. Fassade fachwerksichtig, regelmäßige Gefachstruktur, Brüstungsbohlen in den Oberstöcken mit Sonnenrosenornamenten, Stockwerke auf gerundeten Balkenköpfen auskragend, dazwischen Schiffskehlen mit aufwendig dekorierten Füllungen in verschiedenen Motiven; Schwellen der beiden Oberstöcke mit Spruchbändern. Wohnteil an der Gebäudeecke mit auskragenden Knaggen am Zwischengeschoss, Däle mit durchgehenden Ständern. Hauseingang mit Eselsrückensturz, darin Inschrift „Magnus Karsten - Allheit Karste(n) 1573“.                                                                | 36517908 |                |
| Bergstraße 54 51° 54′ 16″ N, 10° 25′ 27″ O      | Wohnhaus                  | Zweigeschossiger Fachwerkbau mit Satteldach in Ziegeldeckung, traufständig mit seitlichem Bauwich. Fassade fachwerksichtig, Zwischengefache mit Andreaskreuzen ausgefacht, Oberstock leicht vorkragend. Seitengiebel mit Schiefer verkleidet. | 36517965 |                |
| Bergstraße 55 51° 54′ 16″ N, 10° 25′ 28″ O      | Bürgerhaus „Alter Peter“  | Dreigeschossiger Fachwerkbau unter Einbeziehung einer mittelalterlichen Kemenate, mit Satteldach in Schieferdeckung, traufständig mit seitlichem Bauwich. Östlicher Hausteil wohl 1613 als Wirtschaftstrakt errichtet, Fassade fachwerksichtig, mit Dielentor links neben der Kemenate, Stockwerkschwellen an den Unterseiten profiliert, im Zwischengeschoss Brüstungsgefache mit gebuckelten Fußstreben. Westlicher Hausteil erbaut um 1688 über einer aus dem frühen 16. Jh. stammenden Kemenate, Oberstock durchlaufend über beiden Bauteilen als Speicherboden errichtet, mit Ladeerker über der Kemenate. Westgiebel mauerwerkssichtig, Giebelbereich mit Schiefer verkleidet. Hofseitig dreigeschossiger Gebäudeflügel. Renoviert 1984. | 36601142 |                |
| Bergstraße 56 51° 54′ 17″ N, 10° 25′ 29″ O      | Wohn-/ Geschäftshaus      | Zweigeschossiger Fachwerkbau mit Satteldach in Ziegeldeckung und mittigem Zwerchhaus, traufständig in geschlossener Blockrandbebauung. Fassade im EG verputzt, mit Schaufensterverglasung, Toreinfahrt in der äußeren rechten Fassadenachsen; OG mit Schiefer verkleidet. | 36601174 |                |
| Bergstraße 57 51° 54′ 17″ N, 10° 25′ 29″ O      | Wohnhaus                  | Zweigeschossiger Fachwerkbau mit Satteldach in Ziegeldeckung, traufständig. Fassade verputzt, im EG rechtsseitig Schaufensterverglasung. | 36517992 | BW             |
| Bergstraße 57 51° 54′ 16″ N, 10° 25′ 30″ O      | Nebengebäude              | Zweigeschossiger Fachwerkbau mit Walmdach, südwestlicher Teil mit abgeschlepptem Pultdach, frei stehend. Fassade fachwerksichtig. | 36584512 | BW             |
| Bergstraße 58 51° 54′ 17″ N, 10° 25′ 30″ O      | Wohnhaus                  | Zweigeschossiger Fachwerkbau mit Satteldach in Ziegeldeckung, traufständig. Fassade mit Schiefer verkleidet, regelmäßige Gefachstruktur mit sieben Fensterachsen und mittigem Hauseingang. | 36518021 | BW             |
| Bergstraße 58 51° 54′ 16″ N, 10° 25′ 30″ O      | Nebengebäude              | Eingeschossiger Fachwerkbau mit Pultdach in Ziegeldeckung, giebelseitig angebaut an Nachbargebäude. Fassade fachwerksichtig. | 40412117 |                |
| Bergstraße 59 51° 54′ 17″ N, 10° 25′ 31″ O      | Wohnhaus                  | Zweigeschossiger Fachwerkbau mit Walmdach in Ziegeldeckung, traufständiges Eckhaus mit zwei Straßenflügeln entlang der Bergstraße und zum Worthsatenwinkel sowie Kopffassade nach Osten. Fassade fachwerksichtig, mit schmalen Zwischengefachen; Fassade des Seitenflügels zum Worthsatenwinkel mit Holz verschalt. | 36518049 |                |
| Bergstraße 60 51° 54′ 17″ N, 10° 25′ 33″ O      | Wohnhaus                  | Dreigeschossiges Gebäude mit Krüppelwalmdach in Ziegeldeckung, traufständiges Eckhaus. Erd- und 1. OG in Massivbauweise, Fassade in Bruchsteinmauerwerk, zweigeschossiges Dälenfenster mit überkreuzten Birnstabprofilen; Giebelseite um 1700 in Fachwerk ausgebaut. Speicherstock im 2. OG in Fachwerkbauweise, vorkragend auf langen, horizontal profilierten Knaggen, Schwelle mit doppeltem Bügelfries, Brüstungsgefache mit regelmäßigen Fußstreben; spitzbogige Ladeluke an der Giebelseite, mit Inschrift „anno 1523“. Dachgiebel mit Schiefer verkleidet. | 36518077 |                |
| Bergstraße 61 51° 54′ 18″ N, 10° 25′ 34″ O      | Wohnhaus                  | Zweigeschossiger Fachwerkbau mit Satteldach mit Schieferdeckung, traufständig, auf hohem steinernen Sockel. Fassade fachwerksichtig, EG mit ehemals linksseitiger Däle 1923 stark umgebaut; Oberstock vorkragend auf profilierten Balkenköpfen, dazwischen einfache Schiffskehlen, Brüstungsbohlen mit Schnitzwerk in vegetativen Formen. Gebälkzone unter der Traufkante mit Windbrettern zwischen den Balkenköpfen. | 36518106 |                |
| Bergstraße 62 51° 54′ 18″ N, 10° 25′ 35″ O      | Wohnhaus                  | Zweigeschossiger Fachwerkbau mit Satteldach in Ziegeldeckung, traufständig mit seitlicher Hofeinfahrt. Fassade fachwerksichtig, im rechten Teil der Straßenfassade das EG mit Natursteinmauerwerk. Regelmäßige Gefacheinteilung mit schmalen Zwischengefachen; Brettprofil an der Geschosszone. Giebelseite ebenfalls fachwerksichtig, Giebeldreieck mit Schiefer verkleidet. | 36518136 | BW             |
| Bergstraße 62a 51° 54′ 18″ N, 10° 25′ 34″ O     | Wohnhaus                  | Zweigeschossiger Fachwerkbau mit Satteldach in Schieferdeckung, traufständig. Fassade fachwerksichtig, im EG Inschrift mit Datierung „1665“ auf dem Brustriegel der dritten Gefachachse von links. Oberstock mit regelmäßigen Fußstreben, vorkragend auf profilierten Balkenköpfen, dazwischen Schiffskehlen mit barockem Dekorwerk. Gefache mit geschlemmtem Mauerwerk gefüllt. | 44680533 |                |
| Bergstraße 63 51° 54′ 19″ N, 10° 25′ 36″ O      | Wohnhaus                  | Zweigeschossiger Fachwerkbau mit Satteldach in Ziegeldeckung, traufständig. Fassade fachwerksichtig, mit schmalen Zwischengefachen; an der rechten Fassadenseite ehemalige Tordurchfahrt. Hoher Gebäudesockel mit zweiläufiger Freitreppe vor dem Hauseingang. Rückwärtig eingeschossiger Anbau mit Flachdach und Gartenterrasse. | 36601227 |                |
| Bergstraße 64 51° 54′ 19″ N, 10° 25′ 36″ O      | Wohnhaus                  | Zweigeschossiger Fachwerkbau mit Satteldach in Ziegeldeckung und mittigem Zwerchhaus, traufständig. Fassade fachwerksichtig, mit schmalen Zwischengefachen. | 36518166 |                |
| Bergstraße 65 51° 54′ 19″ N, 10° 25′ 37″ O      | Wohn-/ Geschäftshaus      | Zweigeschossiger Fachwerkbau mit Satteldach in Ziegeldeckung und mittigem Zwerchhaus mit Schweifgiebel, traufständiges Eckhaus. Fassade fachwerksichtig, mit schmalen Zwischengefachen; EG mit Ladeneinbau und Schaufensterverglasung. | 36601256 |                |
| Bergstraße 65 51° 54′ 19″ N, 10° 25′ 37″ O      | Nebengebäude              | Zweigeschossiger Fachwerkbau mit Pultdach, traufständig; rückwärtiger Seitenflügel entlang der Straße Stoben. Fassade fachwerksichtig, Südgiebel mit Schiefer verkleidet. | 36590097 |                |